# Neatins de mâini omenești
„Neatins de mâini omenești” ("Untouched by Human Hands") este o povestire științifico-fantastică scrisă de autorul american Robert Sheckley. A apărut inițial în revista Galaxy Science Fiction din decembrie 1953 și apoi a fost publicată în colecția omonimă de povestiri Untouched by Human Hands (1954).
În limba română a fost tradusă de Delia Ivănescu și a fost publicată în volumul Monștrii (1995, Editura Nemira, Colecția Nautilus).

## Legături externe
- en  Istoria publicării lucrării Neatins de mâini omenești la Internet Speculative Fiction Database